# Холмистый (Свердловская область)
Холми́стый — упразднённый в декабре 2019 года посёлок, входивший в состав Невьянского района Свердловской области России. Включён в состав города Невьянска.

## География
Бывший посёлок Холмистый расположен на западном берегу Невьянского пруда, на противоположном берегу от посёлка Ребристого, к северо-западу от Екатеринбурга, к юго-востоку от Нижнего Тагила и в одном километре к юго-востоку от собственно города Невьянска. Расстояние до 
железнодорожной станции Невьянск — 3 километра.

## История
В 1966 году Указом Президиума ВС РСФСР от 22 ноября 1966 года посёлок бригады № 2 отделения № 2 совхоза «Невьянский» переименован в Холмистый.
В ноябре 2019 года был внесён законопроект об упразднении посёлка и присоединении его к городу Невьянску. Законом Свердловской области от 24 декабря 2019 года посёлок был упразднён, а его территория включена в городскую черту Невьянска.

## Население
| 2002 | 2010 |
| ---- | ---- |
| 1    | →1   |